# Generalforstamt am Umweltministerium Litauens
Das Generalforstamt am Umweltministerium Litauens (lit. Generalinė miškų urėdija prie Aplinkos ministerijos) ist eine zentrale Behörde der Landesforstverwaltung in Litauen im Bereich der Forstwirtschaft, Umweltschutz (Waldschutz), Rekreation der staatlichen Wäldern. Es untersteht dem Umweltministerium Litauens. Das Generalforstamt ist zuständig  für die Betreuung des Unternehmens Valstybinių miškų urėdija, eine Forstverwaltung.

## Leitung
Generalforstmeister
- 1997–2014: Benjaminas Sakalauskas (* 1955)
- seit November 2014: Rimantas Prūsaitis (* 1956)

Stellvertretender Generalforstmeister: Gintaras Visalga (* 1974)

## Untergeordnete Forstämter (bis 2018)
| - Oberförsterei Alytus, Alytus - Oberförsterei Anykščiai, Anykščiai - Oberförsterei Biržai, Biržai - Oberförsterei Druskininkai, Druskininkai - Oberförsterei Dubrava, Girionys - Oberförsterei Ignalina, Ignalina - Oberförsterei Jonava, Jonava - Oberförsterei Joniškis, Joniškis - Oberförsterei Jurbarkas, Jurbarkas - Oberförsterei Kaišiadorys, Kaišiadorys - Oberförsterei Kaunas, Kaunas | - Oberförsterei Kazlų Rūda, Kazlų Rūda - Oberförsterei Kėdainiai, Kėdainiai - Oberförsterei Kretinga, Kretinga - Oberförsterei Kupiškis, Kupiškis - Oberförsterei Kuršėnai, Kuršėnai - Oberförsterei Marijampolė, Marijampolė - Oberförsterei Mažeikiai, Mažeikiai - Oberförsterei Nemenčinė, Nemenčinė - Oberförsterei Pakruojis, Pakruojis - Oberförsterei Panevėžys, Panevėžys | - Oberförsterei Prienai, Prienai - Oberförsterei Radviliškis, Radviliškis - Oberförsterei Raseiniai, Raseiniai - Oberförsterei Rietavas, Rietavas - Oberförsterei Rokiškis, Rokiškis - Oberförsterei Šakiai, Šakiai - Oberförsterei Šalčininkai, Šalčininkai - Oberförsterei Šiauliai, Šiauliai - Oberförsterei Šilutė, Šilutė - Oberförsterei Švenčionėliai, Švenčionėliai | - Oberförsterei Tauragė, Tauragė - Oberförsterei Telšiai, Telšiai - Oberförsterei Tytuvėnai, Tytuvėnai - Oberförsterei Trakai, Trakai - Oberförsterei Ukmergė, Ukmergė - Oberförsterei Utena, Utena - Oberförsterei Valkininkai, Valkininkai - Oberförsterei Varėna, Varėna - Oberförsterei Veisiejai, Veisiejai - Oberförsterei Vilnius, Vilnius - Oberförsterei Zarasai, Zarasai |

## Forstbehörden-Subordination
Umweltministerium Litauens
- Generalforstamt am Umweltministerium Litauens  
  - Oberförsterei (Forstamt, lit. Miškų urėdija), insgesamt 42 Oberförstereien
    - Försterei (Revierförsterei, lit. Girininkija), insgesamt 399 Förstereien (2006)
      - Unterförsterei (lit. Eiguva), insgesamt 1001 Unterförstereien (2006)[2]